# 72801 Manzanera
72801 Manzanera è un asteroide della fascia principale. Scoperto nel 2001, presenta un'orbita caratterizzata da un semiasse maggiore pari a 3,2383514 au e da un'eccentricità di 0,1428901, inclinata di 3,24064° rispetto all'eclittica.